# Teenage Head (groupe)
Pour les articles homonymes, voir Teenage Head.
Teenage Head est un groupe canadien de punk rock, originaire d'Hamilton, en Ontario.

## Histoire

### Années 1970–1990
Teenage Head est formé en 1975 alors que les membres du groupe étaient étudiants à l'école secondaire Westdale, à Hamilton. La formation originale comprenait Gord Lewis à la guitare, Steve Park à la guitare, Frankie Venom à la batterie et Dave Desroches au chant. Frankie Venom devient rapidement le nouveau chanteur, et Lewis recrute de vieux amis, Steve Mahon à la basse et Nick Stipanitz à la batterie.
DesRoches forme ensuite son propre groupe, The Shakers. Il rejoint Teenage Head en tant que chanteur au milieu des années 1980 (pour l'album Electric Guitars), puis à nouveau en 2016. Steve Park quitte le groupe et rejoint un autre groupe de Hamilton, Simply Saucer. Leur premier concert a lieu le 17 octobre 1975, dans la cafétéria de l'école secondaire Westdale. Les premiers concerts professionnels du groupe ont lieu en février 1976, avec quelques représentations au Town Casino, à l'angle des rues Main et Walnut, à Hamilton.
En mai 1978, ils sortent leur premier single Picture My Face sur Epic Records, et leur premier album éponyme, Teenage Head, suit un an plus tard, et devient disque d'or. La prestation du groupe lors du concert The Last Pogo, le 1er décembre 1978, à la Horseshoe Tavern de Toronto, se solde par une émeute et est interrompue par la police. Le concert fera l'objet d'un court métrage de Colin Brunton, The Last Pogo. En 2006, Brunton a commencé un long métrage documentaire sur le concert, avec des interviews supplémentaires et des images de Teenage Head. Le film est sorti en DVD en 2008 en hommage à Frankie Venom.
Frantic City, l'album à succès sorti en 1980, permet au groupe de percer et de devenir une star dans tout le Canada grâce aux tubes Let's Shake et Somethin' on My Mind. Le groupe part en tournée pour soutenir cet album, notamment pour ouvrir le grand festival Heatwave en août. En juin 1980, leur prestation à l'Ontario Place de Toronto déclenche une émeute. L'incident fait les gros titres dans tout le pays et conduit l'Ontario Place à interdire les concerts de rock pendant plusieurs années.
Leur album Tornado, sorti en 1983, est marqué par la controverse, le nouveau label américain du groupe, MCA Records, exigeant qu'ils changent leur nom en « Teenage Heads » pour apaiser le public américain plus conservateur. La chanson titre est le dernier grand succès du groupe au Canada. Pendant cette période, le groupe est apparu, en tant qu'eux-mêmes, dans le film Class of 1984 (avec son compatriote canadien Michael J. Fox) et interprète Ain't Got No Sense ainsi que Little Boxes.

### Années 2000–2020
En 2003, le groupe enregistre une série de morceaux déjà sortis avec le batteur des Ramones, Marky Ramone, aux Catherine North Studios à Hamilton et aux Metalworks Studios à Toronto avec le producteur des Ramones, Daniel Rey. L'album qui en résulte sort le 22 avril 2008 au Canada, sous le titre Teenage Head with Marky Ramone. Au début de 2007, Teenage Head joue en Alberta et en Colombie-Britannique pour la première fois en plus de dix ans. Ils y retournent au printemps 2008.
Le 15 octobre 2008, Gord Lewis annonce le décès de Frankie Venom à la suite d'un cancer de la gorge. Dans sa ville natale d'Hamilton, en Ontario, une statue commémorative de Frankie Venom avait été prévue, mais elle a été bloquée en raison des critiques concernant l'utilisation de fonds publics pour commémorer un homme qui a consommé des drogues illégales et qui a été condamné pour violences conjugales. Les membres restants du groupe continuent à se produire après le décès de Venom, jouant un spectacle en son honneur et se produisant aux Hamilton Music Awards 2008. En 2009, Pete MacAulay, fan de longue date et ami du groupe, rejoint le groupe en tant que nouveau chanteur, pour, selon ses mots, « prendre la place de Frankie, et non la sienne. »
En 2014, l'écrivain canadien Geoff Pevere publie le livre Gods of the Hammer : The Teenage Head Story. En novembre 2016, Teenage Head annonce le retour de Desroches en tant que chanteur. Jack Pedler, pour cause de maladie, est remplacé par Gene Champagne, également des Un-Teens et des Killjoys. À la fin de 2017, Teenage Head commence à donner des soirées de lancement de disque à travers l'Ontario pour leur nouvelle compilation remixée et remastérisée, Fun Comes Fast.
Le 7 août 2022, Gord Lewis, membre original du groupe, est retrouvé assassiné à son domicile. Son fils Jonathan Lewis est arrêté peu après le crime et accusé de meurtre au second degré,. Teenage Head déclare que le groupe continuera à donner des représentations après le meurtre de Lewis, car tel était son souhait.

## Discographie

### Albums studio
- 1979 : Teenage Head
- 1980 : Frantic City
- 1982 : Some Kinda Fun
- 1983 : Tornado EP
- 1986 : Trouble in the Jungle
- 1988 : Electric Guitar
- 1996 : Head Disorder
- 2008 : Teenage Head with Marky Ramone

### Album live
- 1984 : Endless Party

### Compilation
- 2017 : Fun Comes Fast